# خوسيه أوسيبيو أوتلورا
خوسيه أوسيبيو أوتلورا مارتينث (بالإسبانية: José Eusebio Otálora Martínez)‏ رجل دولة وسياسي وعسكري ومحامي كولومبي، وُلد عام 1826 في كونديناماركا. شغل منصب الولايات المتحدة الكولومبية من عام 1882 حتى عام 1884، عقب تعيينه رئيسُا للبلاد عقب وفاة الرئيس فرانثيسكو خابير ثالدوا، ورفض رافاييل نونيث للمنصب. وترأس أوتلورا حكومة تقدمية وليبرالية، انتهت بوفاته في 1 أبريل 1884. وخلال فترة ولايته، أعطى اهتمامًا نوعيًا فريدًا للبنية التحتية للطرق والاتصالات في البلاد من خلال إنجاز العديد من شبكات السكك الحديدية الوطنية.

## سيرته الذاتية
وُلد أوتلورا في فوميكي في كونديناماركا في 16 سبتمبر عام 1826، وتُوفي غقب إصابته بأزمة قلبية في تومايما بكونديناماركا في 1 أبريل عام 1884.